# Reitern (Gemeinde Schönbach)
Reitern ist eine Streusiedlung in der Marktgemeinde Schönbach im Bezirk Zwettl in Niederösterreich.
Der Ort liegt südlich von Schönbach und ist von dort über einen Güterweg der über Wachtberg hierher und weiter nach Ulrichschlag zur Landesstraße L78 führt, erschlossen, 2025 hatte er 7 offizielle Wohnadressen.

## Geschichte
Der Ortsname deutet auf die Rodung eines Waldes hin, ursprünglich gab es hier den Reithof, im Eintrag der Josephinischen Fassion aus Jahre 1786/87 gab es im heutigen Ort 4 Häuser die der Herrschaft Pöggstall unterstellt waren.
In Folge der Theresianischen Reformen wurde der Ort dem Kreis Ober-Manhartsberg unterstellt und nach dem Umbruch 1848 war er bis 1867 dem Amtsbezirk Ottenschlag zugeteilt. Mit der Aufhebung der Grundherrschaften und Bildung der Ortsgemeinden wurde der Ort 1849 ein Teil der Katastralgemeinde Dorfstadt als Teil der Gemeinde Schönbach.
Laut Adressbuch von Österreich waren im Jahr 1938 im Weiler Reitern ein Landwirt ansässig.